# Micaela Castelotti
Micaela Castellotti (Buenos Aires, Argentina; 14 de agosto de 1990) es una actriz, cantante y bailarina argentina, más conocida por su papel de Linda Luna en las telenovelas de Nickelodeon, Isa TKM e Isa TK+.

## Formación como actriz
Ha pasado casi la mitad de su vida dedicándose a aprender actuación y baile, para lo que incluso ha llegado a tomar clases con Julio Bocca. Su papel más conocido es en la producción Isa TKM (y posteriormente Isa TK+), donde interpretó a Linda "Gordilinda" Luna. También ha intervenido en "High School Musical: El Desafío" en la versión de Argentina. Participó de Sueña Conmigo.

## Carrera
Castellotti comenzó participando en muchas obras, pero su primer gran paso por la televisión fue al audicionar para el papel de Tracey de la versión argentina montada teatralmente de Hairspray, casting al que concurrieron muchas jóvenes argentinas que contaran las condiciones y que se transmitió por el Canal 13 de Argentina.
Aunque ella no consiguió el papel, sus capacidades como actriz y cantante la llevaron a obtener un papel principal en la nueva producción de Nickelodeon, "Isa TKM". Por ello debió radicarse sola en Venezuela para realizar las grabaciones, en donde interpretó a Linda "Gordilinda" Luna, la mejor e incondicionable amiga de la protagonista. A principios de 2009 se va de gira con los integrantes del grupo Isa TKM por Venezuela y diversos países latinoamericanos, a mediados de ese año se traslada a Colombia para las grabaciones de Isa TK+ la secuela de la exitosa telenovela juvenil Isa TKM. En el 2010, aparece en la telenovela juvenil Sueña conmigo, a partir del capítulo 70.

### Filmografía
| Año             | Título            | Personaje          |
| --------------- | ----------------- | ------------------ |
| 2006 - 2007     | My Friends        | Marciela Ferreir   |
| 2008 - 2009     | Isa TKM           | Linda Luna         |
| 2009 - 2010     | Isa TK+           | Linda Luna         |
| 2010 - 2011     | Sueña conmigo     | Ella Misma         |
| 2015 - presente | Mariposas de Amor | Catalina Fernández |

## Discografía

### Álbumes
| Año  | Álbum                    | Compañía   |
| ---- | ------------------------ | ---------- |
| 2008 | Isa TKM                  | Sony Music |
| 2009 | Isa TK+: sigo al corazón | Sony Music |

### Sencillos
| Año  | Tema                                          | Álbum                           |
| ---- | --------------------------------------------- | ------------------------------- |
| 2008 | Ven A Bailar (junto al grupo Isa TKM)         | Isa TKM: La fiesta va a empezar |
| 2008 | Vamos A Vivir (junto con el grupo de Isa TKM) | Isa TKM: La fiesta va a empezar |
| 2009 | Sigo Al Corazón (junto al grupo Isa TK+)      | Isa TK+: sigo al corazón        |

### Otras canciones
| Año  | Tema                                                      | Álbum                           |
| ---- | --------------------------------------------------------- | ------------------------------- |
| 2008 | Ella Tiene Un Amor                                        | Isa TKM: la fiesta va a empezar |
| 2008 | Nada Puede Más (junto con Willy Martin)                   | Isa TKM: la fiesta va a empezar |
| 2008 | Amigas Como Tú (junto con María Gabriela de Faría)        | Isa TKM: la fiesta va a empezar |
| 2009 | Cuando me siento sola (junto con María Gabriela de Faría) | Isa TK+: sigo al corazón        |
| 2009 | Te Regalo Mi Amor (junto con Willy Martin)                | Isa TK+: sigo al corazón        |
| 2009 | Creo que debo partir                                      | Isa TK+: sigo al corazón        |
| 2009 | Bravo (junto al grupo Isa TK+)                            | Isa TK+: sigo al corazón        |

## Premios y nominaciones
| Año  | Premiación        | Categoría       | Telenovela | Resultado |
| ---- | ----------------- | --------------- | ---------- | --------- |
| 2009 | Meus Prêmios Nick | Actriz Favorita | Isa TKM    | Nominada  |